# 銀河 (航空機)
空技廠 P1Y 銀河
銀河一一型
- 用途：陸上爆撃機
- 設計者：海軍航空技術廠 山名正夫中佐、三木忠直少佐
- 製造者：中島飛行機
- 運用者： 大日本帝国（日本海軍）
- 初飛行：1942年6月
- 生産数：1,102機
- 生産開始：1943年8月
- 退役：1945年8月
- 運用状況：退役

銀河（ぎんが）は大日本帝国海軍（以下、海軍）が開発・実用化した双発爆撃機。海軍の航空機関連技術開発を統括する航空技術廠（以下、空技廠）が大型急降下爆撃機として開発した機体だが、一式陸上攻撃機（以下、一式陸攻）の後継機として太平洋戦争後半の戦いに投入された。連合国軍によるコードネームは「Frances」。連合軍は当初本機を戦闘機と誤認して「Francis」という男性名を付けたが、爆撃機と判明した後に女性名である「Frances」に変更したという。

## 開発の経緯と名称
1939年（昭和14年）頃、海軍では将来の基地航空兵力には、ヨーロッパ戦線で活躍しているような大型の急降下爆撃機を配備するのが望ましいと考えられていた。これは、支那事変における九六式陸上攻撃機の戦訓から、今まで以上の高速と航続力、大型爆弾を用いての急降下爆撃などが求められていたためである。その頃、空技廠では速度記録機Y-10、航続距離記録機Y-20、高度記録機Y-30の研究を行っていた。その後、海軍からの要求に応えるかたちでY-20をベースにドイツから輸入したJu 88Aに使用されている技術を導入することで高性能爆撃機を開発することとなり、十三試艦上爆撃機（D4Y1。後の彗星）試作一号機が初飛行して間もない1940年（昭和15年）末に「十五試双発陸上爆撃機」として開発が命じられた。ただしJu 88Aの技術は参考にならなかったとされる。開発主務者は彗星の設計主務者を務めた山名正夫技術中佐。だが実際には総括主務の三木忠直技術少佐が指揮していた。
十五試陸爆に対する海軍の要求性能は、概ね下記の様なものだったとされる。
- 一式陸攻と同等の航続力を持つこと（約5,556 km）。
- 零式艦戦と同等の速力を発揮可能なこと（約511.2 km/h）。
- 雷撃並びに1トン爆弾での急降下爆撃が可能なこと（急降下制限速度648.2 km/h）。
- 離着陸滑走距離600m以内[4]。

なお日本海軍の定義では、急降下爆撃機が「爆撃機」、雷撃機が「攻撃機」に分類される。本機は爆撃機として開発が始まり、途中で雷装可能であることが追加要求され、雷爆可能となった機体であるが、爆撃機に分類され名称も爆撃機の命名基準に従ったものになっている。なお同様に急降下爆撃と雷撃を兼用する艦上機である流星 (B7A1) は艦上攻撃機に分類されているが、名称は艦上爆撃機の命名基準に従ったものになっている。

## 設計の特徴
機体の小型・軽量化、空力学的洗練に努めつつ、彗星で採用された技術を踏襲している。

### 胴体
小型・軽量化のため、一式陸攻を始めとする双発爆撃機では7名程度の搭乗員数（操縦員、電信員各2名、偵察員及び機銃員数名）を3名（操縦員、偵察員、電信員）に削減することで胴体の最大幅を一式陸攻の60%の1.2mに抑え、前面投影面積の最小化による空気抵抗の削減を図っている。胴体上下高さは 2.134ｍで、2.5ｍの一式陸攻より 36.6cm低い、また風防を低く抑えたため、彗星と同じ背負式落下傘を採用している。
爆弾倉は全長5mを超える九一式航空魚雷でも収納することができ、魚雷または800kg爆弾は1発、500kgまたは250kg爆弾は2発搭載することが出来た。爆弾倉には魚雷や爆弾の代わりに内蔵式の増加燃料タンクも搭載可能だが、一式陸攻の様に30 - 60kgの小型爆弾を多数搭載することは出来ない。爆弾倉扉も彗星と同じ胴体内側に畳み込む方式で、扉を開いた時の空気抵抗増加を抑え、方向安定への悪影響を排除して爆撃照準と修正操舵の良好な反応を確保している。

### 主翼
戦闘機並みの速力と高速急降下からの引き起こし（5.5G）に耐える強度を実現するため、主翼面積を一式陸攻より約30%小さい55m2に抑えたうえ、翼根翼厚を17%と厚めに取っている（翼端翼厚は8%）。翼面荷重は当時の日本では前例が無いほど高くなり、正規時でも一式陸攻の過荷重時を超える191kg/m2（一一型。過荷重時は245kg/m2）になっている。離着陸滑走距離は一式陸攻以下、絶対に600m以内に納めよとの要求から、主翼翼幅の55%にわたるセミファウラーフラップ（彗星と同形式）を採用。エンジンナセルをフラップの直前で終わらせ、分断や切り欠きの無い一体化をはかり効率を高めている。さらにフラップを親子式とし後縁にスプリットフラップを増設する計画であったが、風洞試験で横安定の悪化が判明したため親子式フラップはエンジンナセル内側のみに縮小された。親フラップの最大開度は30度、子フラップは45度、補助翼もフラップに連動して10度下がり揚力係数を高めている。ただし補助翼の幅はフラップを優先したために狭く、舵面の翼弦を伸ばせば操舵が重くなるため、妥協的に調整されていた。そのため夜間戦闘機として採用された際は効きの不足が指摘されている。翼型は彗星の主翼の風洞テストの成績やHe100の翼型、層流翼の実験などを比べた上で、2、3の案をまとめて風洞テストで比較し、翼端失速を防ぐため前縁半径を翼幅の方向に変化させ、急降下時の衝撃波失速も考慮して最終決定したという。翼端捩じり下げは2度、上反角は2段になっておりフラップ部分が3度、補助翼部分が5度である。中翼配置である本機は内翼側の上反角が小さい方が翼胴の干渉抵抗を小さく出来、カウルフラップや急降下制動板を開いた時の乱流から水平尾翼を遠ざける事も狙っていた。主桁はESD押出型材の加工をし易くするため翼幅方向にフランジを捩じる必要のない位置に配置、外板は全部が捩じりに効く（応力外皮）ようにし、上面の翼型を正確に保つため下面側より厚い外板を使用した。主翼取付角は中央で2.5度、翼端0.5度。アスペクト比は7.28である。先細比は1/3として翼根翼弦を大きく取り翼内燃料タンクの容量を確保している。片翼7個、主桁の前にある4個のタンクのうち外側の3個がセミインテグラルタンクでタンクの下面が主翼下面外板を兼ねている。こちらは進撃中（往路）に使い切って不燃性（炭酸）ガスを充填するのが基本となる。主桁後方にある3個と、主桁前方内側のタンク1個は防漏タンクで危険空域と帰路で使用される。なおメタノールタンクも翼内にあり主桁前方の最も内側に配置されている。
急降下抵抗板は彗星と同じく主翼下面のフラップ直前にあり、急降下爆撃時には下方に最大80度開いて過速を抑え、フラップを開いた時には内側に引き込んで隙間の形状を有利に整形しフラップの効率を高める。それ以外の時は隙間をきれいに塞いで主翼と面一になり、空気抵抗を生じない。当初は上下に開く抵抗板も風洞で試験されたが水平尾翼に乱流がかかり断念されている。本機が採用した制動板にも欠点はあり、開くと水平尾翼に大きな下向き荷重がかかるため胴体強度を上げねばならず、ナセル内側の制動板だけ主翼下面との隙間を大きくして後方にある水平尾翼への荷重をやわらげている。機体姿勢の変化も大きく昇降舵タブを抵抗板と連動させて姿勢変化を打ち消す対策がとられた。実機でテストするとこの制動板は大変好成績で、急降下の時以外にも着陸前の高度調整、速度調整に便利に使用されたという。

### 発動機
試作段階だった小型高出力発動機の誉を日本軍機の中で最も初期に採用している。このため、十五試陸爆試作機の試験飛行が開始された時点では誉の完成度も低く、空技廠での性能試験中に20回を超える故障が起きている。試作機では誉一一型を搭載していたが、量産型では高高度性能を改善した誉一二型に変更している。排気管は試作機では集合式だったが、量産機では推力式単排気管に変更されている。
プロペラは最高速度飛行時の先端速度を音速の95%くらいに抑えつつ離陸時にも十分な推力を得る事を目指したが、大直径プロペラ採用による脚柱の長さ（重さ）や、急降下時の「すわり」の悪化、片発飛行の難易度などからプロペラ軸を機体中心線に近く置く事を前提に研究し「減速比0.5の3翅プロペラ」と「減速比0.422の4翅プロペラ」の中間くらいが最適との計算結果を得た。当然ながら4翅は3翅よりも重く「誉」は限界を狙った発動機であり、これ以上性能向上の余地は低い事から、前者の3翅プロペラが選択された。
夜間戦闘機型の試製極光 (P1Y2-S) では、生産数が不足気味の誉一二型からやや大型ではあるが生産数にやや余裕のある火星二五型に発動機を変更し、エンジンナセルも新たに設計されている。

### エンジンナセル
総括主務の三木忠直は「ナセルの抵抗は全機の30%余りを占めるので、この抵抗を減らす事は、エンジン冷却の問題、ナセル失速の問題と共に一番苦労した」と書いている。直径1.18mの誉に対しナセルの直径は1.3mで、前面面積を減らすため真円断面とし滑油冷却器と気化器の空気取入口は上下に突出しているものの干渉抵抗を抑えた形状になっている。またプロペラ面と前列気筒の間隔を離すため機体設計（空技廠）側の要求でエンジンには延長軸が装備され、高速時にナセルの前縁部に起こる局所的な造波抵抗に配慮している。エンジン冷却については初の複列18気筒でもあり事前に他機に積んで飛行テストを行い、プロペラスピナーの形、カウリング前縁部の内面の形、カウルフラップの位置など念入りに設計されている。ただしカウルフラップを全周に付けると開度によって主翼上面の気流を乱しナセルストールや水平尾翼が振動を起こす原因となるため、上面側にはカウルフラップを付けず、上面に最も近いカウルフラップは最大開度を他より小さく抑えている。気化器空気取入口は吸入効率を上げるためカウリング前端、プロペラ直後に開口し気化器までの流路断面積を滑らかに変化させ、曲がり角で損失（ダクトロス）が無いようにした。これによりエンジンの全開高度が約200ｍ向上している。
ナセル後部の形状はフラップと干渉しないよう急激に絞られているため空力的には優良とは言えず、飛行速度が上がるにつれ、閉じてある主脚扉が勝手に半開きになる不具合が発生。原因はナセル下面に負圧が生じるためであり、解決のため主脚扉前方下面、滑油冷却器フラップの後ろに通風孔を設け、内外の圧力差を無くす処置がとられている。本来はこんな応急処置によらずナセル形状を改めるべきであったが、その改良案はすでに存在し量産型には間に合わなかったが導入のタイミングを計っている状態であった。この案ではナセル後部上面のラインを主翼フラップの開閉に干渉しないよう主翼下面から分離して緩く斜め下に伸ばし、ナセル下面のラインは絞りを緩やかに、主翼後縁端よりも後方に伸ばしてナセルを収束させる形状であった。なお、この伸ばした部分に増速用のロケットを装備する事が計画され、その改造を施して試験飛行の準備までしていたという。

### 降着装置
尾輪式はブレーキを強くかけると逆立ちや転覆の危険があり着陸滑走距離の短縮には前輪式の方が有利だが、実用化を急ぐ本機は尾輪式を採用している。それでも三点姿勢を9.5度と大きく取り、機体重心点と主車輪接地点との位置関係から転覆に耐性を持つよう設計され、強くブレーキをかけられるように工夫して滑走距離短縮を図っている。主車輪サイズは100cm×36cmで収容スペースの制約から直径を抑えた幅広の高圧タイヤを履き、ブレーキのフェードを避けるため車輪の両側に冷却ヒレが付いている。尾輪は40cm×16cmの高圧タイヤで引込式だったが、航空本部の通達で量産の途中から固定化されるも、部隊では不評を買い引込式に再改造されたという。脚の出し入れは油圧式で手動ポンプによる操作も可能だが、油圧喪失時には応急脚下げ装置によって胴体着陸による機体損傷を回避できる。

### 武装と防弾

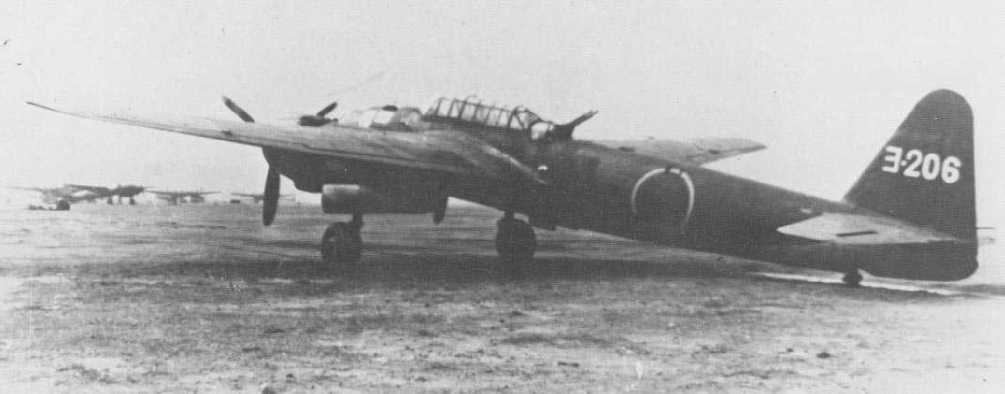
銀河の後部。後方旋回銃が見える

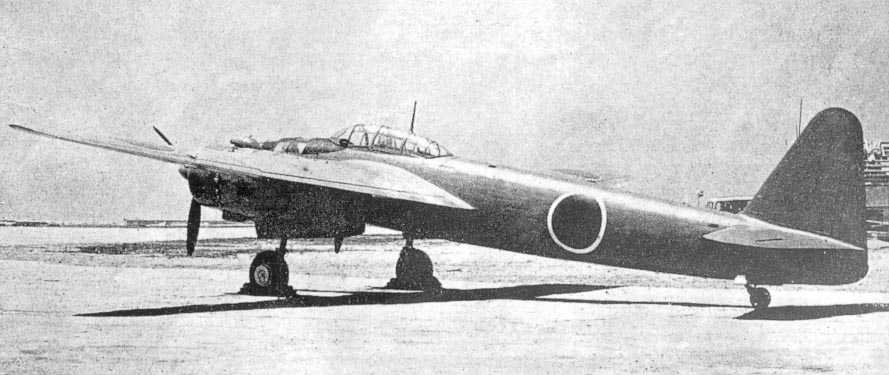
夜戦型（極光）の後部。後方旋回銃が廃止され、風防の段差も改められた

小型・軽量化という設計方針に従い、一式陸攻では5挺程度搭載されていた防御用旋回機銃も前方と後上方の各1挺ずつ（試作機は7.7mm機銃。量産型は20mmまたは13mm機銃）に削減されている。但し、後上方用旋回機銃を使用するために後部風防を開けると速度が低下することと、防御火器の増強が求められたため、後上方旋回機銃を動力式の13.2mm連装機銃に変更した型も試作されている。また夜間戦闘機型では後上方旋回機銃を廃止して、胴体後部に20mmまたは30mm斜銃を装備している。
防弾装備はかなり充実しており、操縦員後方には折畳式の防弾板、戦闘・離脱時に使用する通常型燃料タンクを自動防漏式とした上で自動消火装置とセミインテグラル式の外翼前縁側燃料タンクへの炭酸ガス充填装置も装備されており、一式陸攻で問題となった被弾時の脆弱性の改善に努めている。

### その他
操縦員の負担軽減のため、自動操縦装置やリクライニング機能付きの操縦席が装備されている。また大航続力を得るため、両主翼下に容量600Lの大型落下式増槽を各1本懸吊することも可能。主脚やフラップ、爆弾倉扉の開閉には電動を採用した彗星で不具合が続出したこともあり、本機では油圧を採用している。彗星での反省を元に生産性に配慮した設計が行われたが、生産を担当する中島飛行機の実情とあわない点があり、十分な効果を上げることは出来なかった。
ただし、安定性、操縦性、すなわち舵の効き、重さ、急降下時の追従性、引き起こし特性など、通常であれば熟成に長時日を要すのが普通であるが、本機では宙返り、切り返し、緩横転など、一通りの高等飛行まで行ったが、昇降舵タブの弦長を増した以外、当初の設計通りで改修することなく実用化できた点は特筆に値する。この機体サイズで高速急降下に耐え、空中分解事故は一度も起こさなかった事からも機体設計は優秀であった。

## 実戦

### 試作機の審査と量産への移行
1942年（昭和17年）6月から完成し始めた試作機は、最高速度566.7km/h/5,500m、航続距離5,371km、急降下最終速度703.8km/hという海軍の要求を超える高性能を発揮した。戦況の悪化から早期の実用化が求められたため、通常は空技廠での性能試験終了後に行われる横須賀航空隊での実用試験が性能試験と平行して行われ、1943年（昭和18年）8月には転換生産を行う中島飛行機製の試作機も完成、同年11月から本格的に量産が開始された。

### 部隊配備

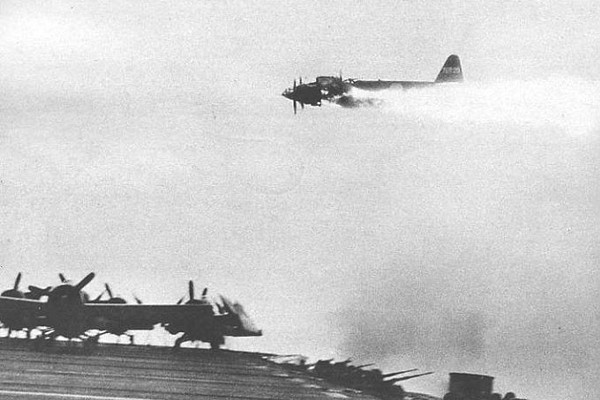
銀河、護衛空母「オマニー・ベイ」, 1944年12月15日09時45分頃

1944年（昭和19年）10月に陸上爆撃機銀河一一型 (P1Y1) として制式採用されたが、実際には最初の実戦部隊である第五二一航空隊はその1年以上前に開隊していた。第五二一航空隊はマリアナ沖海戦とニューギニア戦線に投入されたが、アメリカ海軍の猛攻により壊滅した。その後も、台湾沖航空戦、レイテ戦、九州沖航空戦、沖縄戦等に投入された。
銀河による戦果としては、台湾沖航空戦にて1944年10月14日の夜間雷撃で、第762航空隊の銀河4機が軽巡ヒューストンを雷撃、3機は迎撃機に撃墜されたが残る1機の投下した魚雷が命中し、あわや撃沈という程の損傷を与えた。ヒューストンはそのまま終戦まで復帰できず、前日に一式陸攻の雷撃で大破した重巡キャンベラとともに台湾沖航空戦での数少ない戦果となった。
1945年（昭和20年）3月10日・11日に実施された第二次丹作戦（ウルシー環礁のアメリカ艦隊奇襲攻撃）において、二式大艇に誘導された第五航空艦隊梓特別攻撃隊の銀河24機（発進後、機体不調で7機が脱落）が九州の鹿屋基地を午前9時25分に発進>。直線距離2,300km（実際飛行経路約2,930km）を飛行した後、午後7時前後に薄暮特攻攻撃を決行。福田幸悦大尉機といわれる1機がタイコンデロガ級航空母艦「ランドルフ」の艦尾を大破させた。同じく1945年3月の九州沖航空戦時に第五航空艦隊第七六二航空隊の銀河1機が、急降下爆撃により四国南方沖でエセックス級航空母艦「フランクリン」に250kg爆弾2発を命中させて、同艦を沈没寸前まで追い込んだことが有名である。
また第七六五海軍航空隊攻撃四〇一飛行隊において銀河に下向きに20mm斜め銃を10 - 12挺を搭載し対地攻撃に使用する案が出された。高雄の第六十一航空廠で改造が行われ、3機が改造されたとされる。3月22日夕刻銃装機3機を含む9機が台南基地を離陸しリンガエン周辺飛行場への空襲へ向かった。しかしリンガエン東方十数キロのダグパン飛行場を銃撃し3か所の炎上を確認したのが銃装機唯一の確認戦果である。この後爆撃による攻撃を重視し銃装機活躍の機会は来なかった。
高性能を追求した本機の機体や発動機の構造は複雑なものがあり、生産性・整備性はあまり芳しいものではなかった。特に誉発動機の故障が多く、稼動率の低下に拍車をかけ、搭乗員や整備員にとって大きな負担となったが、一式陸攻に代わる主力爆撃機として終戦まで戦い続け、各型合計で約1,100機生産された。終戦時の残存機数は182機。
機体や発動機に余裕がなく、故障や整備の負担が多すぎて、メーカーや整備兵を困らせたことから「国滅びて銀河あり」（杜甫の詩「春望」の冒頭「国破れて山河あり」のもじり）と揶揄されたという。

### 夜間戦闘機への転用

誉搭載型夜戦（白光？）の機首。電探（レーダー）用の八木・宇田アンテナが装備されている

現用の夜間戦闘機月光 (J1N1-S) より高速かつ搭載能力に優れていたことから、比較的早い段階から夜間戦闘機への転用が構想されており、月光が夜間迎撃で初戦果を挙げた1943年（昭和18年）5月、川西に対してP1Y1夜戦改修型（後の試製極光）の開発が命じられている。主な改修点は火星二五型への発動機換装と20mm斜銃の追加装備で、1943年7月に設計終了、昭和19年（1944年）5月に試作一号機が完成している。その後、少数が部隊配備されたもののB-29の迎撃には速度や高高度性能が不足と判定され、ほとんどの機体は爆撃機型の銀河一六型に再改修されている。
海軍正式の開発計画である試製極光とは別に、第三〇二海軍航空隊で銀河一一型または一六型に20mmまたは30mm斜銃を追加装備した夜間戦闘機型への改修が行われている。この改造夜間型は試製極光とは異なり、斜銃の他に三号爆弾を搭載してB-29の夜間迎撃に投入され、撃墜戦果を報じている。

### 戦後
アメリカ軍により戦後接収された一一型が1機だけスミソニアン博物館に分解保存されている。

## 派生型
銀河の主要な派生型には以下のようなものがあるが、この他に改造機としてツ11のテストベッド機、一一型や一六型を夜間戦闘機としたもの、一一型の胴体側面や下面に20mm斜銃を多数備えた多銃装備機が存在する。また桜花母機型も計画されていた。
十五試陸上爆撃機 (P1Y1)
誉一一型（離昇1,825馬力）を装備した試作型。
一一型 (P1Y1)
高高度性能を向上させた誉一二型を装備した量産型。旋回機銃は機首、後部とも20mm。試作機では引き込み式だった尾輪を固定式に変更。後期の機体では風防形状を変更し、H-6型レーダーを追加した。後部旋回機銃を20mmから13mmに変更した一一甲型 (P1Y1a) も生産され、後部旋回機銃を動力式の13mm連装に変更した仮称一一乙型 (P1Y1b)、仮称一一乙型の機首旋回機銃を13mmに変更した仮称一一丙型 (P1Y1c) も試作された。
仮称二一型 (P1Y1-S)
一一型の夜間戦闘機型。当初は銀河一一型の航続距離及び搭載量の向上を図った性能向上型だったが、夜間戦闘機型に変更されている。搭乗員数を2名に削減する代わりにレーダーを搭載し、20mm斜銃を4挺搭載する計画だった。昭和20年（1945年）7月の海軍航空本部の資料では、仮称一二型 (P1Y4) の夜間戦闘機型とされているが、同じ文書に仮称二一型の発動機は誉一一型または一二型と明記されていることと型式名が発動機変更を示していないことから誤記と思われる。
一六型 (P1Y2)
試製極光を爆撃機として改修したもの。一一型と同じ武装変更を施した仮称一六甲型 (P1Y2a)、仮称一六乙型 (P1Y2b)、仮称一六丙型 (P1Y2c) も試作された。
仮称三三型 (P1Y3)
連山の生産中止が決まった時に代替え機として計画され、発動機を誉二一型（離昇1,990馬力）に変更、胴体を太くして並列の複操縦式とし主翼面積を含め機体を一回り大型化。爆弾倉も小型爆弾を多数搭載できる設計とし航続距離が大きく向上する予定だったが、自重で2.3トンの増加が見込まれており性能の低下は必至だった。乗員は4名で防御火器は13mm機銃3挺。木型審査の直前に終戦。
仮称一二型 (P1Y4)
発動機を燃料噴射装置を追加した誉二三型（離昇1,990馬力）に変更した性能向上型。試作のみ。
仮称一四型 (P1Y5)
発動機をハ四三-一一型（離昇2,200馬力）に変更した性能向上型。計画のみ。
仮称一七型 (P1Y6)
一六型の発動機を火星二五丙型に変更した型。試作のみ。
試製極光 (P1Y2-S)
銀河をベースに開発された夜間戦闘機型。火星二五型への発動機変更、20mm斜銃2挺の追加等の改修が川西で施されている。一部が実戦配備されたが夜間戦闘機としては性能が不足していたため、大半が一六型に再改修された。
試製暁雲 (R1Y)
銀河に続いて空技廠が計画した陸上偵察機。機体や製造過程などで銀河との共通化が行われていた。計画のみ。
試製天河
銀河の後継機として計画されたジェット爆撃機。試作機の製造前に銀河にネ30ターボジェットを搭載した実験機の製造が予定されていた。計画のみ。
仮称銀河（鋼）
銀河を鋼製化したもの。銀河一一型と同寸だが正規全備重量が最大12,700kgに増え、発動機はハ45またはハ43を2基予定。計画のみ。

## 諸元
| 制式名称     | 銀河一一型                         | 銀河一六型                         |
| ------------ | ---------------------------------- | ---------------------------------- |
| 機体略号     | P1Y1                               | P1Y2                               |
| 全幅         | 20.0m                              | 20.0m                              |
| 全長         | 15.0m                              | 15.0m                              |
| 全高（水平） | 5.3m                               | 5.3m                               |
| 主翼面積     | 55.0m2                             | 55.0m2                             |
| 自重         | 7,265kg                            | 7,138kg                            |
| 正規全備重量 | 10,500kg                           | 10,500kg                           |
| 過荷重重量   | 13,500kg                           | 13,500kg                           |
| 発動機       | 誉一二型（離昇1,825馬力）          | 火星二五型（離昇1,850馬力）        |
| 最高速度     | 546.3km/h（高度5,900m）            | 522.3km/h（高度5,400m）            |
| 実用上昇限度 | 9,400m                             | 9,560m                             |
| 航続距離     | 1,920km（正規）／5,370km（過過重） | 1,815km（正規）                    |
| 爆装         | 250 - 500kg爆弾2発又は800kg爆弾1発 | 250 - 500kg爆弾2発又は800kg爆弾1発 |
| 雷装         | 九一式航空魚雷1発                  | 九一式航空魚雷1発                  |
| 武装         | 20mm旋回機銃2挺（機首・後部）      | 20mm旋回機銃2挺（機首・後部）      |
| 乗員         | 3名                                | 3名                                |

## 登場作品
『ガールズ&パンツァー 劇場版』
戦車道連盟の審査機として登場。
『艦隊これくしょん -艦これ-』
「銀河」の名称で登場。他に熟練機として銀河(熟練)とネームド機として「銀河(江草隊)」も登場する。
『War Thunder』
コンバットフライトシミュレーターゲーム。プレイヤーの操縦機体として、銀河一一型が登場する。
『戦場に輝くベガ』
銀河の高度方位歴の航行、山梨科学館のプラネタリウム番組